# Toxic (Britney Spears)
Toxic is de tweede single van het album In the Zone van Britney Spears. Het nummer is geschreven door Cathy Dennis.

## Videoclip
In de videoclip van Toxic speelt Spears een spionne of geheime agent. In die hoedanigheid verleidt ze verschillende mannen om haar doel te bereiken. Uiteindelijk vergiftigt ze ook een van de mannen.

## Prijzen
| Jaar | Prijsshow                       | Prijs                | Resultaat |
| ---- | ------------------------------- | -------------------- | --------- |
| 2004 | Teen Choice Awards              | Choice Single        | Gewonnen  |
| 2004 | MTV Video Music Awards          | Video of the Year    | Nominatie |
| 2004 | MTV Video Music Awards          | Best Female Video    | Nominatie |
| 2004 | MTV Video Music Awards          | Best Dance Video     | Nominatie |
| 2004 | MTV Video Music Awards          | Best Pop Video       | Nominatie |
| 2004 | Ivor Novello Awards             | Most-Performed Work  | Gewonnen  |
| 2004 | MTV Europe Music Awards         | Best Song            | Nominatie |
| 2005 | Grammy Awards                   | Best Dance Recording | Gewonnen  |
| 2005 | Nickelodeon Kids' Choice Awards | Favorite Song        | Nominatie |

- Op een na beste lied ooit (gestemd) in een wereldwijde peiling onder 700.000 muziekfans.

## Hitnoteringen
Toxic kwam in de week van 7 februari 2004 nieuw op nummer 28 in de Top 40 terecht. De week erna springt de single naar de vierde plaats. Hier blijft Toxic enkele weken staan. Na 3 weken begint hij geleidelijk de Top 40 te verlaten. In totaal stond Toxic elf weken in de lijst.
Toxic weet ook een plaatsje te stelen in de Top 40-jaarlijst. In de hitlijst van de meest verkochte singles staat hij in de top 50, namelijk op nummer 36. In het Verenigd Koninkrijk had Toxic meer succes. De single kwam op nummer 9 in de jaarlijst van bestverkochte singles van 2004. In het eerste decennium van de 21e eeuw was het op een na meest gedraaide nummer in het Verenigd Koninkrijk, blijkt uit cijfers van de Britse muziekrechtenorganisatie PRS for Music.

### Top 40
| Toxic in de Nederlandse Top 40 | Toxic in de Nederlandse Top 40 | Toxic in de Nederlandse Top 40 | Toxic in de Nederlandse Top 40 | Toxic in de Nederlandse Top 40 | Toxic in de Nederlandse Top 40 | Toxic in de Nederlandse Top 40 | Toxic in de Nederlandse Top 40 | Toxic in de Nederlandse Top 40 | Toxic in de Nederlandse Top 40 | Toxic in de Nederlandse Top 40 | Toxic in de Nederlandse Top 40 | Toxic in de Nederlandse Top 40 |
| Week                           | 01                             | 02                             | 03                             | 04                             | 05                             | 06                             | 07                             | 08                             | 09                             | 10                             | 11                             | 12                             |
| ------------------------------ | ------------------------------ | ------------------------------ | ------------------------------ | ------------------------------ | ------------------------------ | ------------------------------ | ------------------------------ | ------------------------------ | ------------------------------ | ------------------------------ | ------------------------------ | ------------------------------ |
| Positie                        | 28                             | 4                              | 4                              | 7                              | 6                              | 10                             | 18                             | 19                             | 19                             | 20                             | 31                             | uit                            |

### (Internationale) hitlijsten
| Hitlijst (2004)                        | Hoogste positie | Hoeveelste nr. 1-hit |
| -------------------------------------- | --------------- | -------------------- |
| Australische Top 50                    | 1 (2)           | 4de                  |
| Braziliaanse Top 100                   | 4               | —                    |
| Britse Top 75                          | 1 (1)           | 4de                  |
| Canadese Billboard Top 100             | 1 (2)           | 2de                  |
| Duitse Top 100                         | 4               | —                    |
| Filipijnse Top 20                      | 1               | 18de                 |
| Finse Top 20                           | 8 (1)           | —                    |
| Franse Top 100                         | 3 (1)           | —                    |
| Ierse Top 50                           | 1 (4)           | ?                    |
| Italiaanse Top 50                      | 4               | —                    |
| Nieuw-Zeeland Top 50                   | 2 (2)           | —                    |
| Noorse Top                             | 1 (3)           | 3de                  |
| Oostenrijkse Top 75                    | 5 (3)           | —                    |
| Spaanse Top 20                         | 5               | —                    |
| Tokio Hot 100                          | 7               | —                    |
| VS Billboard Hot 100                   | 9               | —                    |
| VS Billboard Hot 100 Airplay           | 10              | —                    |
| VS Billboard Hot 100 Singles Sales     | 52              | —                    |
| VS Billboard Hot Dance Music/Club Play | 1 (1)           | 2e                   |
| VS Billboard Hot Dance Radio Airplay   | 1               | 1ste                 |
| VS Billboard Hot Dance Singles Sales   | 3               | —                    |
| VS Billboard Hot Digital Tracks        | 1               | 1ste                 |
| VS Billboard Top 40 Tracks             | 2               | —                    |
| VS Billboard Mainstream Top 40         | 1 (4)           | 3de                  |
| VS Billboard Rhythmic Top 40           | 16              | —                    |
| VS Billboard Adult Top 40              | 37              | —                    |
| VS Billboard Latin Pop Airplay         | 35              | —                    |
| World Chart Show                       | 1 (1)           | 9de                  |
| Zweedse Top 60                         | 2 (1)           | —                    |
| Zwitse Top 100                         | 4 (3)           | —                    |

- Het getal tussen haakjes geeft het aantal weken aan dat het nummer op die positie is blijven staan.

### NPO Radio 2 Top 2000
| Nummer met noteringen in de NPO Radio 2 Top 2000 | '21  | '22  |
| ------------------------------------------------ | ---- | ---- |
| Toxic                                            | 1863 | 1951 |

1. ↑  Een vetgedrukt getal geeft de hoogste notering aan.
2. ↑  2021 was het eerste jaar met een notering voor dit nummer.
3. ↑  Deze tabel is bijgewerkt tot en met de laatste editie (2024).